# Венда (мова)

Венда (венда Venḓa, Tshivenḓa) — мова африканського народу венда. Одна з офіційних мов ПАР. Поширена на північному сході ПАР, переважно на півночі провінції Лімпопо, а також на півдні Зімбабве (на кордоні з ПАР). Загальне число носіїв 1,152 млн осіб, з них у ПАР 1,022 млн осіб (2001, перепис), в Зімбабве 130 тис. осіб.
Венда — одна з мов банту. За класифікацією Малкольма Гасрі (1948, 1967—1971), уточненої в 1978 році І. Бастен, належить до зони S, групи венда (S.20) і має індекс S.21. Найбільші діалекти: пхан, тавхацінді, ілафурі, мбедзі, манда, гувху, лембету.
Лад типово бантуський — аглютинативна — синтетична з елементами флективності.
До фонетичних особливостей відноситься багатий консонантизм, для якого характерна наявність фонем з подвійною артикуляцією, серед яких аспіровані лабіоальвеолярні, проривні, а також лабіопалатальні.
У венда існує протиставлення губно-губних і губно-зубних приголосних у всіх класах шумних: губно-губні p, b, fh, vh протиставлені губно-зубним pf, bv, f, v.
Тон має смислорозрізнювальне значення. Повно представлена система іменних (погоджувальних) класів (17 класів і 2 підкласи), що включає в тому числі оціночні диминутивний і аугментативний класи, а також слабо представлені локативні класи (див. іменний клас).
Дієслово характеризується розгалуженою системою аспектно-темпоральних категорій, а також багатою системою деривативних суфіксальних форм, що включає, зокрема, аплікатив, каузатив, реверсив, реципрок, інтенсив, репетитив.
Венда була офіційною мовою бантустану Венда.

## Писемність
Писемність створена в кінці XIX століття на латинській графічній основі. Літери C, J і Q використовуються тільки в іноземних запозиченнях.
| Алфавіт венда |     |       |       |     |     |       |  |
| A a           | B b | (C c) | D d   | Ḓ ḓ | E e | F f   |  |
| G g           | H h | I i   | (J j) | K k | L l | Ḽ ḽ   |  |
| M m           | N n | Ṋ ṋ   | Ṅ ṅ   | O o | P p | (Q q) |  |
| R r           | S s | T t   | Ṱ ṱ   | U u | V v | W w   |  |
| X x           | Y y | Z z   |       |     |     |       |  |